# Biskupów

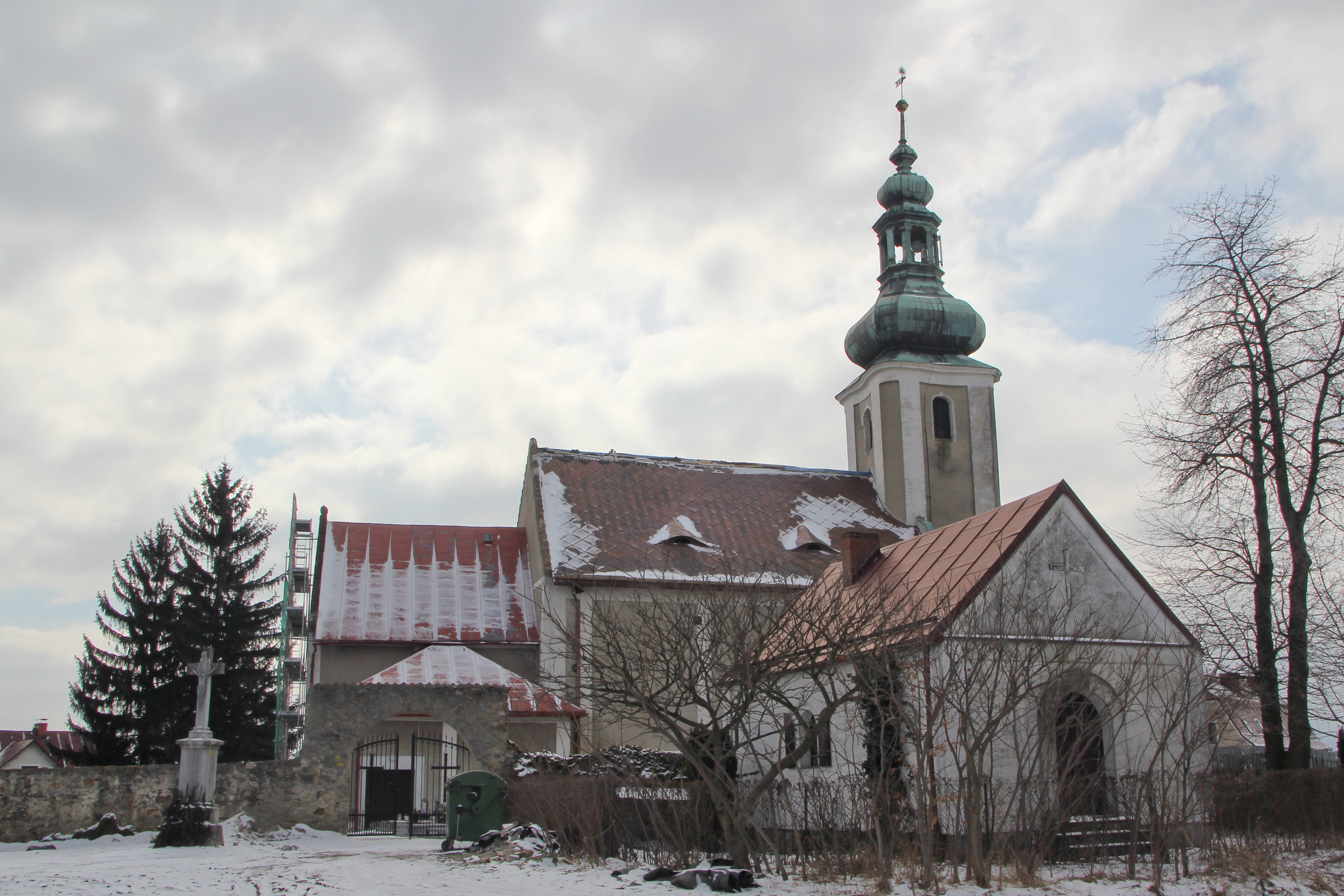
Pfarrkirche St. Maria Verkündigung

Biskupów (deutsch Bischofswalde) ist ein Ort am Moorwasser (polnisch Mora) in der Landgemeinde Głuchołazy im Powiat Nyski der Woiwodschaft Opole in Polen.
Ortsteil von Biskupów ist Łączki (Lentsch).

## Geographie
Das Straßendorf Biskupów liegt etwa zehn Kilometer nordwestlich von Głuchołazy (Ziegenhals), etwa 16 Kilometer südwestlich von Nysa (Neisse) und etwa 70 Kilometer südwestlich von Opole (Opole). Sechs Kilometer südwestlich von Biskupów verläuft die Grenze zu Tschechien. Bis zur Stilllegung der Bahnstrecke Nowy Świetów–Sławniowice Nyskie hatte Biskupów einen Haltepunkt an dieser.
Nachbarorte von Biskupów sind im Nordosten Markowice (Markersdorf), im Osten Wilamowice Nyskie (Winsdorf), im Südosten Gierałcice (Giersdorf), im Südwesten Burgrabice (Borkendorf), im Westen Kijów (Kaindorf) und im Nordwesten Nadziejów (Naasdorf).

## Geschichte

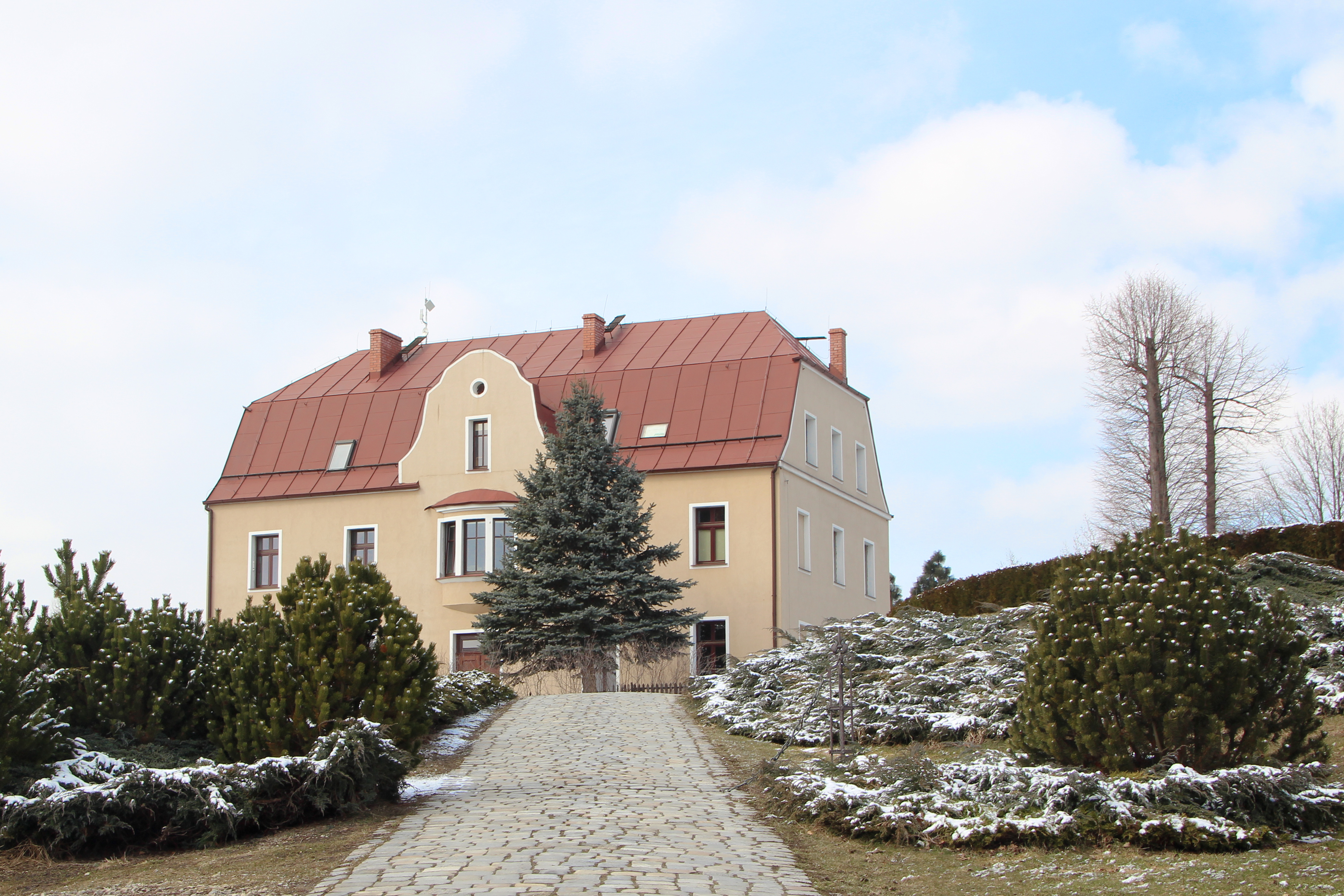
Ehemaliges Benediktinerkloster

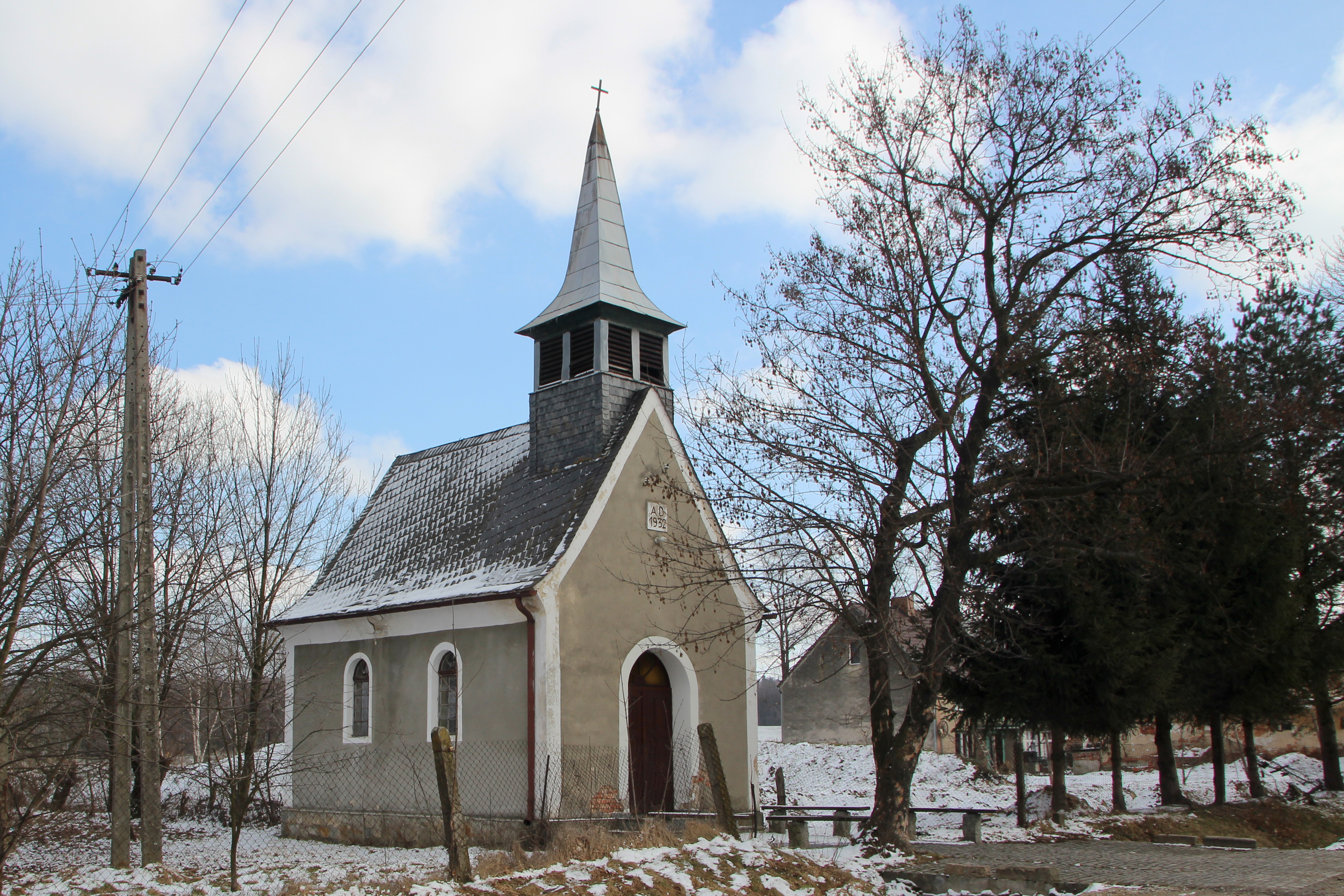
Kapelle Mariä Aufnahme in den Himmel in Łączki

„Biscopeswalde“ wurde 1231 erstmals erwähnt. Für 1284 ist die Schreibweise „Byssephswalde“ belegt, für 1285 „Bissofwalde“, für 1289 „Byssophswalde“ und im Liber fundationis episcopatus Vratislaviensis aus den Jahren 1295–1305 „Byssowswalde“. Es gehörte zum Fürstentum Neisse, mit dem es nach dem Ersten Schlesischen Krieg mit dem größten Teil Schlesiens an Preußen fiel.
Nach der Neuorganisation der Provinz Schlesien gehörte die Landgemeinde Bischofswalde ab 1816 zum Landkreis Neisse im Regierungsbezirk Oppeln. 1829 wurde im Ort ein neues Schulhaus erbaut. 1845 bestanden im Dorf ein Schloss, eine katholische Kirche, eine katholische Schule und 184 weitere Häuser. Im gleichen Jahr lebten in Bischofswalde 1152 Menschen, davon einer evangelisch. 1855 lebten 965 Menschen im Ort. 1865 bestanden im Ort 34 Bauer-, 26 Gärtner- und 38 Häuslerstellen sowie eine Wassermühle und mehrere Steinbrüche. 1874 wurde der Amtsbezirk Bischofswalde gegründet, welcher aus den Landgemeinden Bischofswalde und Lentsch und den Gutsbezirken Großhof, Kleinhof, Kleinwalde und Lentsch bestand. Erster Amtsvorsteher war der Gutsbesitzer Lorenz in Bischofswalde. 1885 zählte Bischofswalde 884 Einwohner. 1894 erhielt das Dorf einen Anschluss an die Oberschlesische Eisenbahn an der Bahnstrecke Nowy Świetów–Sławniowice Nyskie. 1933 lebten in Bischofswalde 1026 und 1939 1018 Menschen.
Als Folge des Zweiten Weltkriegs fiel Bischofswalde 1945 mit dem größten Teil Schlesiens an Polen. Nachfolgend wurde es in Biskupów umbenannt. Die deutsche Bevölkerung wurde, soweit sie nicht schon vorher geflohen war,  weitgehend vertrieben. Die neu angesiedelten Bewohner waren teilweise Zwangsumgesiedelte aus Ostpolen, das an die Sowjetunion gefallen war.

## Sehenswürdigkeiten
- Die römisch-katholische Pfarrkirche Maria Verkündigung (Kościół parafialny pw. Zwiastowania Najświętszej Maryi Panny) liegt auf einer Anhöhe nördlich des Dorfes. Bereits in der ersten Hälfte des 14. Jahrhunderts befand sich hier eine Kirche, die 1770 im barocken Stil umgebaut wurde. Das Langhaus besitzt eine Stichkappentonne, der Chor ein Kreuzrippengewölbe. Der Glockenturm mit Zwiebelhaube wurde 1750 erbaut. Der Giebel an der Südseite wurde im Stil der Renaissance gestaltet. Die Innenausstattung stammt vorwiegend aus der Umbauzeit von 1770. Der Hauptaltar wurde 1787 gefertigt. Umgeben ist die Kirche von einer Steinmauer aus dem 18. Jahrhundert.[8] Das Kirchengebäude steht seit 1950 unter Denkmalschutz.[9]
- Das Schloss Bischofswalde wurde 1907 erbaut und dient heute als Wohnhaus.[10]
- Der alte Gutshof Bischofswalde wurde im 18. Jahrhundert errichtet. Reste des zugehörigen Parks haben sich bis heute erhalten.[10]
- Das ehemalige Empfangsgebäude des Bahnhofs Bischofswalde wurde 1894 als Backsteingebäude errichtet. Es dient heute als Wohnhaus.[10]
- Gebäude des ehemaligen Benediktinerklosters – 1911 erbaut[10]
- Die Kapelle Mariä Himmelfahrt in Lentsch wurde 1932 errichtet[10]
- Steinerne Wegkapelle aus der zweiten Hälfte des 19. Jahrhunderts[10]
- Wegkapelle aus Backstein mit Marienstatue
- Wegkapelle mit Kreuzigungsgruppe
- Denkmal für Papst Johannes Paul II.

## Vereine
- Fußballverein LZS Błękitni Biskupów

## Persönlichkeiten
- Johannes Ronge (1813–1887), katholischer Priester
- Joseph Jahnel (1834–1897), fürstbischöflicher Delegat